# Ptahemwia (Sakkara)
Ptahemwia war ein altägyptischer Beamter unter Ramses II. in der 19. Dynastie um 1250 v. Chr.
Ptahemwia hatte wichtige Funktionen am Ramesseum, dem Totentempel von Ramses II., inne. Er war Schreiber des Königs, Vorsteher des Schatzhauses im Tempel der Millionen Jahre des Königs von Ober- und Unterägypten Usermaatre-Setepenre in der Domäne des Amun in Memphis, aber auch Großer Vorsteher der Rinder im Tempel des Usermaatre-Setepenre in der Domäne des Amun.
Ptahemwia ist vor allem von seinem Grab in Sakkara bekannt, das mit Reliefs und Malereien dekoriert ist. Das Grab wurde im 19. Jahrhundert entdeckt. Das Wissen um dem Standort ging aber verloren. Einige Objekte aus dem Grab gelangten in diverse Sammlungen. Eine Statue von Ptahemwia fand sich in Abydos.
Sein Grab wurde 2021 bei Grabungen der Universität Kairo wiederentdeckt.